# Akkumulátor- és szárazelemgyártás Magyarországon
Az akkumulátor- és szárazelemgyártás Magyarországon egy gyorsan növekvő jelentőségű gazdasági ágazat. Tudatos állami gazdaságpolitikai stratégia eredményeképpen 2022-re Magyarország termelőkapacitását tekintve az akkumulátorgyártás globális élvonalába került, ugyanakkor a beruházások általában tiltakozást váltanak ki a helyi lakosság körében. Az elektromosautó-gyártás 2024-es lelassulása a gazdasági kitettség szempontjából is felvetett kérdéseket.
Az ágazat szereplőit a 2021-ben alakult Magyar Akkumulátorszövetség fogja össze, melynek elnöke Kaderják Péter.

## Gazdaság
A jelentős részben emberi tevékenységre visszavezethető éghajlatváltozás egyik oka a fosszilis tüzelőanyagok égetése, ezért az ellene való fellépésnek is fontos eleme a fosszilis energiáról megújuló vagy atomenergiából nyert áram használatára való átállás. Ez egyes területeken, így a közlekedésben az áram tárolásának szükségességét is magával vonja, ezért az elektromobilitás felfutása magával húzza az akkumulátorok iránti kereslet robbanásszerű növekedését is.

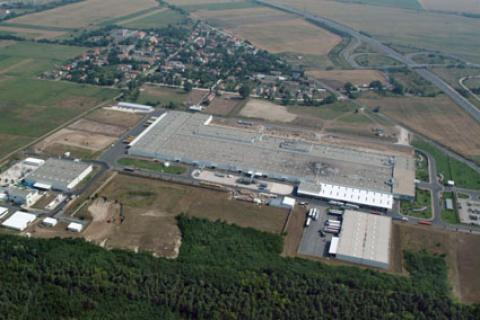
A Samsung SDI Magyarország Gyártó és Értékesítő Zrt. gödi üzeme

Tudatos állami gazdaságpolitikai stratégia eredményeképpen 2022-re Magyarország terrmelőkapacitását tekintve az akkumulátorgyártás globális élvonalába került. Ez azért is fontos, mert a magyar gazdaságban fontos szerepet játszó járműgyártás jelentős fordulatot hajt végre az elektromos autókra való átállással, ami az ágazat átrendeződéséhez és jelentős számú munkahely megszűnéséhez vezethet. 2023 elején Magyarország 40 gigawattórányi üzemelő gyártási kapacitással a világ országai között a 4. helyen áll, ami (elsősorban Kína  túlsúlya miatt) az össztermelés 3%-át jelenti. A 2022-ben az országba érkező 2600 milliárd forintnyi külföldi működőtőke-befektetés 73%-át az elektromobilitás, ezen belül elsősorban az akkumulátorgyártás adta. A Nemzeti Befektetési Ügynökség (HIPA) adatai szerint 2016 és 2022 között összesen 44 beruházás részesült állami támogatásban az ágazatból, összesen 15,2 milliárd euró beruházási értékkel és 21 300 fős tervezett foglalkoztatotti létszámmal. A 2023. július végéig bejelentett beruházásokkal a világ 10 legnagyobb gyártója közül 5 már megjelent Magyarországon, melyek összesített piaci részesedése 49%.
A magyarországi akkumulátoripari stratégia összességében tehát illeszkedik a globális trendekbe, de az Európai Unió iparpolitikájától annyiban eltérő pályán halad, hogy előbbi elsősorban európai szereplőkkel kívánja kiépíteni az akkumulátor-értékláncot, míg Magyarországon elsősorban ázsiai cégek betelepülése jellemző.
Az elektromosautó-vásárlási támogatások visszavágása 2023 végétől a kereslet csökkenéséhez vezetett, ezért a gyártók világszerte, de különösen Európában visszafogták a termelést. A járműipari szereplők akkumulátor-megrendeléseinek visszaesése érzékenyen érintette az ágazatot, ami sok száz fős létszámcsökkenésen és a kölcsönzött létszám ezres nagyságrendű csökkentésén túl az ágazatnak egyre jobban kitett Magyarország ipari termelésén is nyomot hagyott.

### Cégek
| Név                                                          | Ország    | Tevékenység        | Település(ek)    | Forgalom           | Foglalkoztatás (fő) |
| ------------------------------------------------------------ | --------- | ------------------ | ---------------- | ------------------ | ------------------- |
| Samsung SDI Magyarország Gyártó és Értékesítő Zrt.           | Dél-Korea | akkumulátorgyártás | Göd              | 4075 M EUR (2022)  | 3908 (2024.08)      |
| SK On Hungary Kft. (korábban SK Battery Hungary Gyártó Kft.) | Dél-Korea | akkumulátorgyártás | Komárom, Iváncsa | 1 Mrd USD (2022)   | 2766 (2024.08)      |
| SK Battery Manufacturing Kft.                                | Dél-Korea | akkumulátorgyártás | Komárom          | 342,9 M USD (2022) | 1030 (2024.08)      |
| CATL Hungary Kft.                                            | Kína      | akkumulátorgyártás | Debrecen         |                    | 167 (2024.08)       |

### Gyárak
Az alábbi táblázat a 100 milliárd forintot meghaladó értékű megvalósult, illetve bejelentett beruházásokat tartalmazza.
| Cég                                                          | Termék           | Település     | Beruházás (Mrd Ft) | Állami támogatás (Mrd Ft) | Új munkahelyek (fő) | Támogatás megítélése | Építés kezdete | Átadás           |
| ------------------------------------------------------------ | ---------------- | ------------- | ------------------ | ------------------------- | ------------------- | -------------------- | -------------- | ---------------- |
| Samsung SDI Magyarország Gyártó és Értékesítő Zrt.           | akkumulátorcella | Göd           | ? + 367            | 34                        | ? + 1200            | 2021                 | 2016           | 2018             |
| SK On Hungary Kft.                                           | akkumulátorcella | Komárom       | 97,5               | 8,2                       | 475                 | 2018                 | 2017           | 2020             |
| SK On Hungary Kft. (korábban SK Battery Hungary Gyártó Kft.) | akkumulátorcella | Iváncsa       | 98 + 593           | 8 + 76                    | 410 + 2500          | 2018, 2021           | 2021           | épül             |
| CATL Hungary Projekt Menedzsment Kft.                        | akkumulátorcella | Debrecen      | 2900               | 350                       | 9000                | 2022                 |                | épül             |
| W-Scope Kft.                                                 | szeparátorfólia  | Nyíregyháza   | 300                |                           | 1200                | 2022                 |                | [ 1 ] [ 8 ]      |
| LG Chem / Toray Industries Hungary Kft.                      | szeparátorfólia  | Nyergesújfalu | 270                |                           |                     | 2021                 |                | [ 1 ]            |
| EcoPro Global Hungary Zrt.                                   | katód            | Debrecen      | 264                |                           | 631                 | 2021                 |                | [ 1 ]            |
| SK Battery Manufacturing Kft.                                | akkumulátorcella | Komárom       | 199                | 29                        | 1000                | 2021                 |                | [ 1 ]            |
| Toray Industries Hungary Kft. (Zoltek)                       | szeparátorfólia  | Nyergesújfalu | 128                | 21                        | 188                 | 2019                 |                | [ 1 ]            |
| Eve Energy                                                   | akkumulátorcella | Debrecen      | 400                | 14                        | 1000+               | 2023                 |                | [ 9 ]            |
| Huayou Cobalt                                                | katód            | Ács           | 520                |                           | 900                 |                      |                | [ 10 ] [ 8 ]     |
| Sunwoda Mobility Energy Technology Co., Ltd. (SEVB)          | akkumulátorcella | Nyíregyháza   | 93−580             |                           |                     |                      | 2024 (terv)    | 2025 vége (terv) |

## Környezeti és társadalmi hatások
Az akkumulátorgyárak létesítése gyakran konfliktusokhoz, illetve tiltakozásokhoz is vezet. Az egyik fő konfliktusforrás, hogy a helyben lakók tartanak a környezetpusztító beruházásoktól és a potenciálisan veszélyes technológiáktól. 2023 októberében a Magyar Tudományos Akadémia Fenntartható Fejlődés Elnöki Bizottsága állásfoglalást adott ki, melyben hiányolta a beruházásokkal kapcsolatos társadalmi egyeztetés elmaradását, javasolta a hosszú távú és fenntartható társadalmi hasznosságukat megalapozó kormányzati számítások nyilvánosságra hozatalát, és javaslatokat tett a kockázatok kezelésére, valamint az energia- és vízhasználat és az innováció kérdéseire vonatkozóan.

### Termőföldek elvesztése és vízigény
A nagy léptékű iparfejlesztés velejárója a minőségi mezőgazdasági területek beépítése és a nagy vízigény. Ezek különösen a debreceni CATL-beruházás kapcsán éleződtek ki, mivel a helyszínül választott déli ipari park bővítésének magas aranykorona-értékű földek esnének áldozatul, míg a klímaváltozással fokozottan érintett Alföldön a víz hiánya eleve problémákat okoz. Emiatt felmerült egyes folyamatokhoz a szürkevíz használatának lehetősége, a Sunwoda nyíregyházi beruházásának bejelentésekor pedig már eleve hangsúlyozták, hogy 90%-ban erre alapoznak. Hasonló problémák merültek fel a Komáromi Ipari Park esetében is, ahol Tatáról, illetve Tatabányáról építenek vízvezetéket karsztvíz szállítására.

### Építési és munkavédelmi problémák
A gyárépítések során a kelet-ázsiai cégek megjelenésével egy párhuzamos világ jön létre: a koreai cégek például gyakran csak koreai alvállalkozókkal dolgoznak, a magyarországi cégek csak ezeken keresztül kapcsolódhatnak be; az alvállalkozók helyzete gyakran kiszolgáltatott. Az SK Innovation iváncsai beruházása során például egyes alvállalkozókat a felsőbb szinteken folyó viták miatt nem fizettek ki.
A beruházásokkal kapcsolatban több esetben merültek fel építési szabálytalanságok. A Samsungot például több alkalommal megbírságolták engedély nélküli építkezések miatt. Komáromban elmulasztották a zajvédő fal megépítését; végül a helyi lakosok által létrehozott egyesület által végeztetett zajszintmérés eredményei alapján kötelezte erre a gyárat a kormányhivatal.
Az iváncsai építkezésen 2023 közepéig három munkás vesztette életét, de a beszámolók szerint a gyárak működése során gyakori munkavédelmi szabálytalanságok is járnak halálos áldozatokkal, például Gödön 2021-ben, vagy 2023 márciusában egy szigetszentmiklósi akkumulátor-feldolgozóban. Komáromban 2023 januárjában hidrogén-cianid szivárgása miatt 14 munkást kórházba kellett szállítani.

### Veszélyes anyagok és tűzveszély
Az akkumulátorgyárak a jelenlegi technológiák szerint veszélyes üzemnek számítanak: vegyi anyagokkal, lítiummal, nehézfémekkel (pl. nikkel, mangán, kobalt) dolgoznak, egyes folyamatoknál fokozott a tűzveszély. Magyarországon ugyanakkor más európai országokhoz képest rossz a szektor megítélése, egyrészt éppen a nagy léptékű fejlesztések, másrészt az elmúlt évtizedben leépített állami környezetédelemmel kapcsolatos bizalom alacsony szintje miatt. Ebből a szempontból a Samsung gödi és az SK komáromi üzeme kapcsán a környékükön élők rossz tapasztalatai is szerepet játszanak. Gödön az üzemnek elvileg zárt rendszerben kellene működnie, mégis egy oldószer (N-metil-2-pirrolidon, NMP) és lítium jelenlétét mutatták ki a talajvízből. Ugyanitt, bár a tűzveszélyesség miatt a lakott területtől távolabb célszerű a gyárakat és raktárakat telepíteni, közvetlenül a lakott területek mellett bővítik az üzemet. A Samsungot 2018 és 2022 között iparbiztonsági okokból hatszor, tűzvédelmi okokból tizenegyszer bírságolták meg a hatóságok, a bírságok mértéke (összesen 47 millió forint) azonban elenyésző, ezért nem ösztönzi a céget a szabályok betartására.

### Elbocsátások
Az akkuipari vállalatok megjelenését a kormányzat azzal is igyekezett legitimálni, hogy azok munkalehetőséget jelentenek, de az ingadozó világgazdasági folyamatok jelentősen befolyásolták a termelést, és ezen keresztül azt is, hogy mikor hol mennyi munkavállalóra van szükség. A kormányzat sikerkommunikációját árnyalták az akkugyártási igények, ami 2023 vége és 2025 eleje között jelentősen visszaesett, rontva a hazai GDP-t is, illetve az is, hogy magyar vagy éppen külföldi munkavállalókat foglalkoztatnak e a magyarországi üzemekben. 2025 júliusára például a CATL több tucat magyarországi dolgozóját rúgta ki a debreceni gyárából.